# جوفري كوفوت
جوفري كوفوت (بالفرنسية: Joffrey Cuffaut) (15 مارس 1988 بميرو في فرنسا - ) هو لاعب كرة قدم فرنسي في مركز الدفاع. لعب مع نادي بوفيه ونادي لومان ونادي نانسي.

## روابط خارجية
- جوفري كوفوت على موقع قاعدة بيانات كرة القدم.إي يو (الإنجليزية)
- جوفري كوفوت على موقع ليكيب (الفرنسية)
- جوفري كوفوت على موقع Soccerway.com (الإنجليزية)
- جوفري كوفوت على موقع AS.com (الإسبانية)